# Jeff Beal
Jeff Beal (* 20. Juni 1963 in Hayward, Kalifornien) ist ein US-amerikanischer Komponist und Jazzmusiker, der Trompete und Flügelhorn spielt. Seine Werke zeichnen sich durch eine Mischung aus Improvisation und Komposition aus.

## Leben und Wirken
Beals Eltern wuchsen beide mit Hausmusik auf, seine Mutter lernte als Kind Klavier spielen. Bei einer Schulversammlung wurden den Schülern Musikinstrumente vorgestellt, von denen Beal im Alter von 8 Jahren die Trompete als sein Instrument wählte. Seine Großmutter Irene war anerkannte Pianistin, professionelle Stummfilmbegleiterin und zudem ein Fan der Jazz-Musik. Über sie lernte Beal die Musik von Miles Davis und Gil Evans kennen. Mit 16 Jahren schrieb er sein erstes Jazz-Trompetenkonzert für das Oakland Youth Orchestra. Später studierte er Komposition und Trompete an der Eastman School of Music und schloss sein Studium im Jahr 1985 mit einem Bachelor ab. Noch während seiner Studienzeit wurde er vom Jazz-Magazin Down Beat mit 11 Studentenpreisen für seine Aufnahmen als Jazztrompeter, Komponist und Arrangeur ausgezeichnet.
Beals Debütalbum Liberation wurde 1987 von Island Records veröffentlicht. Zwei Jahre später kam seine erste Filmmusik, für den Film Cheap Shots, heraus. Es folgten weitere Kompositionen für Film und Fernsehen. Im Jahr 2000 errang Beal stärkere Beachtung durch seine Arbeit für den Oscar-prämierten Film Pollock von Ed Harris. In den Folgejahren konnte Beal vor allem mit seiner Musik zu Fernsehserien Erfolge verbuchen, von mehreren Nominierungen für die Emmy Awards, darunter drei für die Serie Rom (2006 und 2007) und zuletzt für den Fernsehfilm Loving Leah (2009), gewann er diesen einmal in der Kategorie „Herausragende Titelmusik“ für die Serie Monk.
Beal hat weiterhin kammermusikalische Werke geschrieben; sein Concerto for Jazz Bass and Orchestra entstand für John Patitucci, der es auch einspielte. Für Dave Samuels schrieb er ein Marimba Concerto. Sein Klarinettenkonzert wurde unter anderem von Eddie Daniels und von Paquito D’Rivera interpretiert.
2001 wurde er vom Magazin Variety als einer von „20 zu beobachtenden Kreativen“ genannt. 2018 wurde er in die Academy of Motion Picture Arts and Sciences berufen, die jährlich die Oscars vergibt. Zurzeit lebt er mit seiner Frau Joan Sapiro Beal (Sopranistin) und seinem Sohn Henry in Süd-Kalifornien.
Er ist an Multipler Sklerose erkrankt.

## Filmografie (Auswahl)
- 1989: Cheap Shots
- 1993: Three Graces
- 1994: Das Komplott der Mörder (Jonathan Stone: Threat of Innocence, Fernsehfilm)
- 1994: Straßen zur Hölle (The Fence)
- 1994: Clash – Showdown in L.A. (Lookin’ Italian)
- 1996: Skrupellos verführt – Die Unschuld des Mörders (Undue Influence, Fernsehfilm)
- 1996: Liebe und andere … (Love Is All There Is)
- 1996: Tod vor der Kamera (Guy)
- 1998: From the Earth to the Moon (Miniserie)
- 1999: Destiny – Einmal ganz oben stehen (Harlem Aria)
- 2000–2001: Frauenpower (Family Law, Fernsehserie)
- 2000: Pollock
- 2002: Joe & Max (Joe and Max, Fernsehfilm)
- 2002: Von Tür zu Tür (Door to Door, Fernsehfilm)
- 2002: Conviction
- 2002–2009: Monk (Fernsehserie)
- 2003: Carnivàle (Fernsehserie)
- 2004: Back When We Were Grownups
- 2005–2007: Rom (Fernsehserie)
- 2005–2007: Medium – Nichts bleibt verborgen (Medium, Fernsehserie)
- 2005–2012: Jesse Stone (Fernsehreihe)
- 2006: Ein vollkommener Tag (A Perfect Day)
- 2006: Nightmares & Dreamscapes: Nach den Geschichten von Stephen King (Nightmares & Dreamscapes, Miniserie)
- 2006–2009: Ugly Betty (Fernsehserie)
- 2007: Der Weihnachtswunsch (Where God Left His Shoes)
- 2007: The Company – Im Auftrag der CIA (The Company, Miniserie)
- 2008: The Deal – Eine Hand wäscht die andere (The Deal)
- 2008: Appaloosa
- 2009: Loving Leah (Fernsehfilm)
- 2009: Georgia O’Keeffe (Fernsehfilm)
- 2012: GCB (Fernsehserie)
- 2013–2018: House of Cards (Fernsehserie)
- 2014: The Newsroom (Fernsehserie)
- 2014: Big Driver
- 2017: Gypsy (Fernsehserie)
- 2020: Athlete A (Dokumentarfilm)
- 2021: Breaking News in Yuba County
- 2021: JFK Revisited – Die Wahrheit über den Mord an John F. Kennedy (JFK Revisited: Through the Looking Glass, Dokumentarfilm)
- 2022: Raymond & Ray
- 2023: Mr. Monk’s Last Case: A Monk Movie